# Gustav Freytag (Kartograf)
Gustav Freytag (* 23. Jänner 1852 in Neuhaldensleben bei Magdeburg; † 19. Dezember 1938 in Bad Ischl) war ein österreichischer Kartograf, Lithograf und Verleger.

## Leben
Geboren in Neuhaldensleben als Sohn eines Stellmachers kam Freytag nach Absolvierung der dortigen Bürgerschule 1866 nach Wien, um bei seinem Onkel Friedrich Köke Lithografie zu erlernen. Anschließend ging er nach Leipzig zum Brockhaus-Verlag und arbeitete 1878 in der topografischen Abteilung des Großen Generalstabes in Berlin, bevor er 1879 wieder nach Wien zurückkehrte. Hier gründete er seine eigene kartografisch-lithografische Anstalt, die unter anderem für Artaria Landkarten anfertigte. In Zusammenarbeit mit dem Kaufmann Wilhelm Berndt entstand die Kartografische Anstalt Freytag & Berndt, die sich zunehmend im Bereich der Hochgebirgskartografie der Alpen spezialisierte. Für seine Verdienste um die Entwicklung der Kartografie wurde Gustav Freytag zum Ehrenmitglied der Österreichischen Geographischen Gesellschaft ernannt.

Ansicht der Villa Camilla in Admont mit Blick auf die Haller Mauern

Seit 1885 war Freytag mit Admont und dem Gesäuse verbunden, wobei die Zusammenarbeit mit dem Wiener Alpinisten Heinrich Heß, dem Verfasser des ersten Gesäuseführers, wichtig wurde. Zusammen mit dem Admonter Bürgermeister Carl Pongratz, dem Hotelier Franz Sulzer und dem Fotografen Franz Fankhauser gründete er 1893  die Sektion Ennsthal-Admont im Deutschen und Österreichischen Alpenverein, als deren stellvertretender Vorsitzender er bis 1913 fungierte und deren Ehrenmitglied er 1920 wurde. 1932 wurde Freytag aufgrund seiner Verdienste für den Tourismus zum Ehrenbürger Admonts ernannt. In Admont ließ sich Freytag 1913 durch den Baumeister Antonio Franz im Ortsteil Hall die heute noch erhaltene Villa Camilla errichten, benannt nach seiner zweiten Ehefrau, der Tochter des Forstmeisters des Stiftes Admont Julius Diensthuber. Die Übergabe seiner Firma 1919 an seinen gleichnamigen Sohn aus seiner ersten Ehe mit Anna Ertelt, der sie weiterverkaufte, um den Konkurs seiner eigenen Firma abzuwenden, und aufkommende finanzielle Probleme führten 1936 zur Versteigerung seiner Admonter Villa und zu seiner Übersiedlung nach Steeg am Hallstätter See sowie anschließend nach Bad Ischl-Ahorn, wo er am 19. Dezember 1938 verarmt verstarb. Sein Grab befindet sich auf dem Friedhof von Bad Ischl.